# Matthias Sodtke
Matthias Sodtke (* 1962 in Hannover) ist ein deutscher Cartoonist, Grafiker und Kinderbuchautor.

## Leben und Wirken
Matthias Sodtke studierte Visuelle Kommunikation und Bildende Kunst.
Seit den 1990er Jahren widmet er sich verstärkt dem Schreiben und Zeichnen von Kinderbüchern. Er ist Schöpfer der Figuren Nulli und Priesemut. In seinem 1994 erschienenen Kinderbuch Gibt es eigentlich Brummer, die nach Möhren schmecken? traten sie erstmals auf. Seitdem sind sie in der gleichnamigen Bilderbuchreihe die Hauptfiguren: der Hase Nulli und der Frosch Priesemut.
Sodtke schrieb auch das Buch für das Kinderstück Der kunterbunte Zauberesel. Im Jahr 2001 führte das Zelttheater Comoedia Mundi e.V., ein deutsches Tourneetheater, dieses Stück unter der Regie von Ulrike Möckel auf.
Seine Geschichten wurden mehrfach ausgezeichnet. Sie wurden für die „Sendung mit der Maus“ verfilmt und als Theaterstücke aufgeführt.
Einige seiner Werke wurden inzwischen ins Plattdeutsche Kölsche und Japanische übersetzt.

## Werke (Auswahl)
Alle Titel sind, soweit nicht anders angegeben, im Verlag Lappan (Oldenburg) erschienen.
- Nulli und Priesemut
  - 1. Gibt es eigentlich Brummer, die nach Möhren schmecken? 1994
  - 2. Der kunterbunte Zauberesel 1995
  - 3. Huch! Wir kriegen Besuch! 1996
  - 4. Alle Frösche fliegen hoooch?! 1997
  - 5. Wer baut denn hier ‘nen falschen Schneemann? 1997
  - 6. Nulli, warum steckt dein Zähnchen in der Möhre? 1998
  - 7. Priesemut hat auch Geburtstag! 1999
  - 8. Ich mach Bubu ... was machst du? 2002
  - 9. Tohuwabohu in Omas Küche 2002
  - 10. Ein Baum für den Weihnachtsmann 2003
  - 11. Angsthase! Pfeffernase! 2004
- Bringst du mir das Schwimmen bei? 2005
- Ausgelacht! 2006
- Übung macht den Meister. 2007
- Schlafohrhase & Knickzungenfrosch. 2008

- Kan du laere mig at svomme? (deutscher Titel: Bringst du mir das Schwimmen bei?) Lamberth, Espergaerde 2007; ISBN 978-87-7802-798-6
- De Oosterpoggen. Aus dem Deutschen übersetzt von Birgit Lemmermann. Schünemann, Bremen 2009; ISBN 978-3-7961-1936-1
- Ja, leck mich doch am Arsch! Is das nich meine alte Benimmlehrerin? 2014

## DVDs
- DVD 1: Gibt es eigentlich Brummer, die nach Möhren schmecken?
- DVD 2: Ich mach Bubu ... was machst du?
- DVD 3: Angsthase! Pfeffernase!
- DVD 4: Ein Geburtstag für Priesemut.

## Preise und Auszeichnungen
- 1995: Kinderbuchpreis des Landes Nordrhein-Westfalen für das Kinderbuch Gibt es eigentlich Brummer, die nach Möhren schmecken?
- 2000: Deutscher Karikaturenpreis in Silber